# Claudio Zulianello
Claudio F. Zulianello (ur. 29 maja 1965) – argentyński siatkarz, medalista igrzysk olimpijskich.

## Życiorys
Zulianello reprezentował Argentynę na Letnich Igrzyskach Olimpijskich 1988 w Seulu. Zagrał wówczas w czterech z pięciu meczach fazy grupowej, przegranym półfinale ze Związkiem Radzieckim i wygranym pojedynku o brązowy medal z Brazylią. Razem z reprezentacją Argentyny zajął 6. miejsce na mistrzostwach świata 1990 w Brazylii.
Był zawodnikiem m.in. włoskich klubów Elios Messaggerie Catania (1988–1989) i Sarplast Livorno (1989–1990).